# Pauridiantha
Pauridiantha är ett släkte av måreväxter. Pauridiantha ingår i familjen måreväxter.

## Dottertaxa tillPauridiantha, i alfabetisk ordning[1]
- Pauridiantha afzelii
- Pauridiantha barbata
- Pauridiantha bequaertii
- Pauridiantha bridelioides
- Pauridiantha callicarpoides
- Pauridiantha camposii
- Pauridiantha canthiiflora
- Pauridiantha coalescens
- Pauridiantha dewevrei
- Pauridiantha divaricata
- Pauridiantha efferata
- Pauridiantha floribunda
- Pauridiantha hirsuta
- Pauridiantha hirtella
- Pauridiantha insularis
- Pauridiantha kahuziensis
- Pauridiantha kizuensis
- Pauridiantha le-testuana
- Pauridiantha liberiensis
- Pauridiantha liebrechtsiana
- Pauridiantha longistipula
- Pauridiantha mayumbensis
- Pauridiantha micrantha
- Pauridiantha microphylla
- Pauridiantha muhakiensis
- Pauridiantha multiflora
- Pauridiantha paucinervis
- Pauridiantha pierlotii
- Pauridiantha pleiantha
- Pauridiantha pyramidata
- Pauridiantha rubens
- Pauridiantha schnellii
- Pauridiantha siderophila
- Pauridiantha smetsiana
- Pauridiantha sylvicola
- Pauridiantha symplocoides
- Pauridiantha talbotii
- Pauridiantha triflora
- Pauridiantha udzungwaensis
- Pauridiantha uniflora
- Pauridiantha verticillata
- Pauridiantha viridiflora